# Macropygia heana
Macropygia heana (горлиця маркізька) — вимерлий вид голубоподібних птахів родини голубових (Columbidae). Був ендеміком Маркізьких островів у Французький Полінезії. Він був описаний за скам'янілостями, знайденими на розкопках у Хане на острові Уа-Хука. Маркізька горлиця була досить великим видом голубів з довгими ногами. Будова її кінцівок вказує на більш наземний спосіб життя, ніж той, який ведуть її нині живі родичі. Імовірно, маркізька горлиця вимерла через появу на острові полінезійських переселенців та інвазивних видів тварин.